# Stéphanie de Muru
Stéphanie de Muru est une journaliste française de télévision, née le 17 janvier 1973 à Belfort.
De 2005 à 2017, elle travaille sur la chaîne d'information en continu BFM TV.
De 2017 à 2022, elle est présentatrice sur RT France.
Elle présente la matinale sur la station Sud Radio l’été 2023.
Depuis 2024, elle est journaliste au JDD et à Europe 1 où elle présentait Europe 1 Bonjour durant la fin de saison et plusieurs tranches durant l'été (Europe 1 et vous et Europe 1 soir)

## Biographie
Stéphanie de Muru naît le 17 janvier 1973 à Belfort de Rino de Muru, un chanteur connu en Alsace sous les pseudonymes Rino Rivers ou Rino Lombardi, et qui a exploité une discothèque à Altkirch. Dans le Haut-Rhin, elle fréquente successivement l’école communale de Carspach, le collège Sainte-Ursule de Riedisheim puis le lycée Jeanne-d’Arc de Mulhouse.
Titulaire d'une maîtrise et d'un DESS de droit, Stéphanie de Muru travaille d'abord dans un cabinet de recrutement comme « chasseuse de têtes ».
Après plusieurs expériences chez Allociné, CinéCinéma et Paris Première, elle fait ses débuts en tant que présentatrice en 2003 sur Khalifa TV, InfoSport et France 3. En 2004, elle rejoint I-Télé, la chaîne d’information en continu du groupe Canal+ : elle effectue des reportages, travaille au desk et présente parfois des journaux.
En novembre 2005, elle participe à la création de la chaîne d’information en continu à vocation économique BFM TV. Elle y présente avec Thomas Misrachi la matinale du lundi au vendredi de 6 h à 9 h 30 : toutes les demi-heures, elle présente un journal sur l’actualité générale d’un quart d’heure, suivi par le journal de l’économie de Thomas Misrachi.
Avec la mise en place de la version 2 de la chaîne le 9 mai 2006 (nouveaux décors, nouvel habillage et suppression du tout-images en semaine), Thomas Misrachi se voit confier la présentation en solo de BFM Matin. Stéphanie de Muru rejoint alors les soirées de la chaîne info : elle présente du lundi au vendredi BFM Non-Stop (un journal de quinze minutes suivi d'un bulletin météo rediffusé en continu) de 17 h à 18 h et les journaux entre 20 h et 21 h au sein de BFM Soir présenté par Olivier Mazerolle. Au cours de l’été 2006, puis à Noël 2006, elle remplace les deux vedettes de la chaîne, Ruth Elkrief et Olivier Mazerolle en présentant BFM Non-Stop du lundi au vendredi de 18 h à 21 h (l’une des tranches les plus importantes de la journée). 
À partir de janvier 2007, elle présente les journaux de l'après-midi uniquement, avec BFM Non-Stop du lundi au vendredi de 14 h à 18 h.
Avec la mise en place de la version 3 de la chaîne, le 4 juin 2007, Stéphanie de Muru présente toujours les éditions d'information de l'après-midi BFM Non-Stop, du lundi au vendredi de 14 h à 18 h.
À la rentrée de septembre 2007, elle rejoint la présentation de Week-end 360 sur BFM TV, avec Marc Autheman puis Gilane Barret, en remplacement de Valérie Béranger, tout en continuant à présenter BFM Non-Stop du mercredi au vendredi de 14 h à 18 h.
Avec la mise en place de la version 4 de la chaîne, le 19 mai 2008, Stéphanie de Muru présente uniquement la nouvelle version de BFM Non-Stop du lundi au vendredi, de 15 h à 18 h, en duo avec Rachid M'Barki ou Gilane Barret.
À partir de septembre 2008, elle présente du lundi au vendredi les journaux de 12 h 30 et 13 h 30 dans Midi Ruth Elkrief (Gilane Barret assurant les journaux de 12 h et 13 h) puis BFM Non-Stop avec Gilane Barret de 14 h à 15 h. À partir de janvier 2010, elle présente uniquement les journaux de 12 h 30 et 13 h 30 dans Midi Ruth Elkrief. De février à mai 2010, elle remplace Karine de Ménonville (en congé de maternité) à la coprésentation de la tranche Info 360. Fin avril 2010, dans une sorte de jeu des chaises musicales, plusieurs présentateurs échangent leurs horaires de présence à l'antenne de BFM TV. Thomas Misrachi, coprésentateur jusqu'ici du BFM Non-Stop, rejoint Info 360 avec Stéphanie de Muru.
En août 2010, avec Karine de Ménonville et Gilane Barret, Stéphanie de Muru reprend la présentation de la tranche de la mi-journée, de 12 h à 15 h,, avant de partir en congé maternité en mars 2011.
À la rentrée 2011, elle présente le Non-Stop de 10 h à 12 h, et Midi/14 h week-end de 12 h à 14 h avec Rachid M'Barki. Les saisons suivantes, elle présente toujours les tranches entre 10 h et 14 h le weekend accompagnée successivement de Frédéric de Lanouvelle (2012-2013), François Gapihan (2013-2015) et Philippe Gaudin (2015-2017).
Le 2 juillet 2017, elle annonce en direct qu'elle vient de présenter son dernier journal et qu'elle quitte BFM TV. Elle rejoint la déclinaison française de Russia Today, dont le lancement a lieu le 18 décembre 2017. Elle est alors critiquée pour cette décision, RT étant généralement considérée comme une chaîne de propagande au service de la Russie et de ses dirigeants.
Le 28 février 2022, la journaliste annonce son départ de la chaîne à la suite de l'invasion de l'Ukraine par la Russie, en mettant en œuvre la clause de conscience.

## Distinction
En février 2008, Stéphanie de Muru a reçu le prix de la meilleure « Jeune journaliste » lors de la cérémonie des Jeunes Talents.